# Portomarín
Portomarín ist ein Ort und ein Municipio am Rande des Jakobsweges in der Provinz Lugo der Autonomen Gemeinschaft Galicien (Spanien). Bei der Anlage des Belesar-Stausees wurde der Ortskern am Hang höher neu angelegt, neben der Kirche San Nicolas (Ortsmitte) wurden ein alter Brückenbogen (Ortseingang) und die Portalfront der Kapelle San Pedro (nahe der Pilgerherberge) abgetragen und am neuen Standort wieder aufgebaut.

## Geschichte
Im Gemeindegebiet existieren zahlreiche archäologische Zeugnisse, deren sichtbarer Teil durch die Castro genannten Wehrdörfer der Keltiberer repräsentiert werden. Beispiele dafür sind: Castro de Castromaior, Castro da Vires, Castro de Bedro, Castrolobrixe, Castro de Vila und der Castro de Soengas.

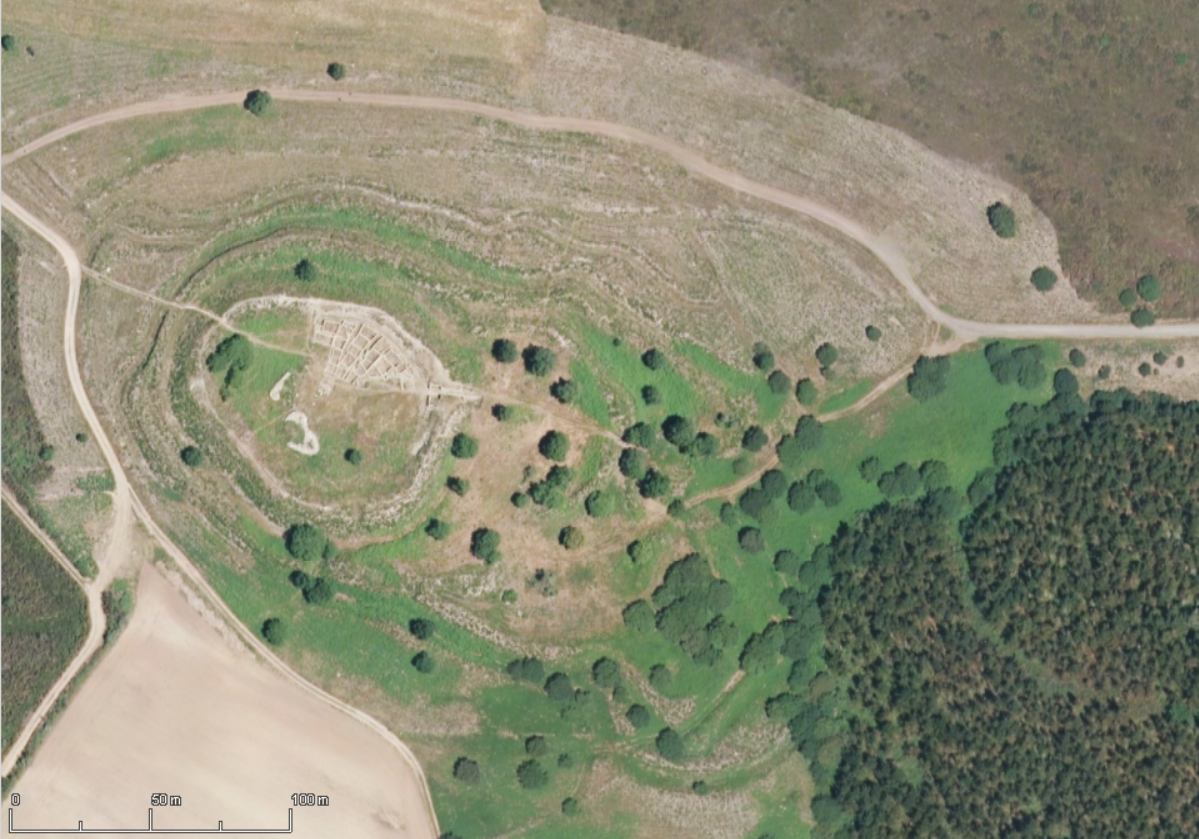
Castro de Castromaior

Der Bau der ersten Brücke über den Miño geht auf die Römer zurück. Sie verband im zweiten Jahrhundert erstmals baulich die auf den zwei Ufern gegenüberliegenden Ortsteile (später benannt San Pedro, linkes Ufer, und San Xoán, rechtes Ufer), lenkte später die Pilgerströme nach Portomarin und ließ es zur Pilgerhauptstation werden. Erstmals urkundlich erwähnt wird der Ort im Jahr 792 als „Portumarini“.
Im Liber Sancti Jacobi heißt Portomarín „Pons Minea“ (Miño-Brücke). Aufgrund der wenigen Brücken über den Miño war es obligatorischer Durchgangspunkt für die Jakobspilger. Dank der ansteigenden Pilgerzahlen prosperierte es und entfaltete den größten Glanz vom 10. bis 12. Jahrhundert. Die Bedeutung Portomarins im Mittelalter unterstreichen die Stützpunkte gleich dreier Ritterorden, die sich im Ort befanden: auf dem linken Miño-Ufer hatten sich die Santiagoritter und die Tempelritter niedergelassen, auf dem rechten Ufer die Johanniter. Der kriegerische Charakter dieser Orden spiegelt sich heute noch wider in der Wehrkirche Sankt Johannes (oder San Nicolás) die sich heute in der Mitte des neuen Portomarin befindet.
1112 zerstörte Königin Urraca von León-Kastilien die Brücke, um die Truppen ihres Mannes, Alfons I., zu stoppen. Acht Jahre später ordnete sie den Wiederaufbau an, der durch einen Baumeister namens Pedro Peregrinus (Peter der Pilger) geleitet wurde.
Erzbischof Pedro Arias übertrug Portomarín dem gerade gegründeten Orden der Santiagoritter.

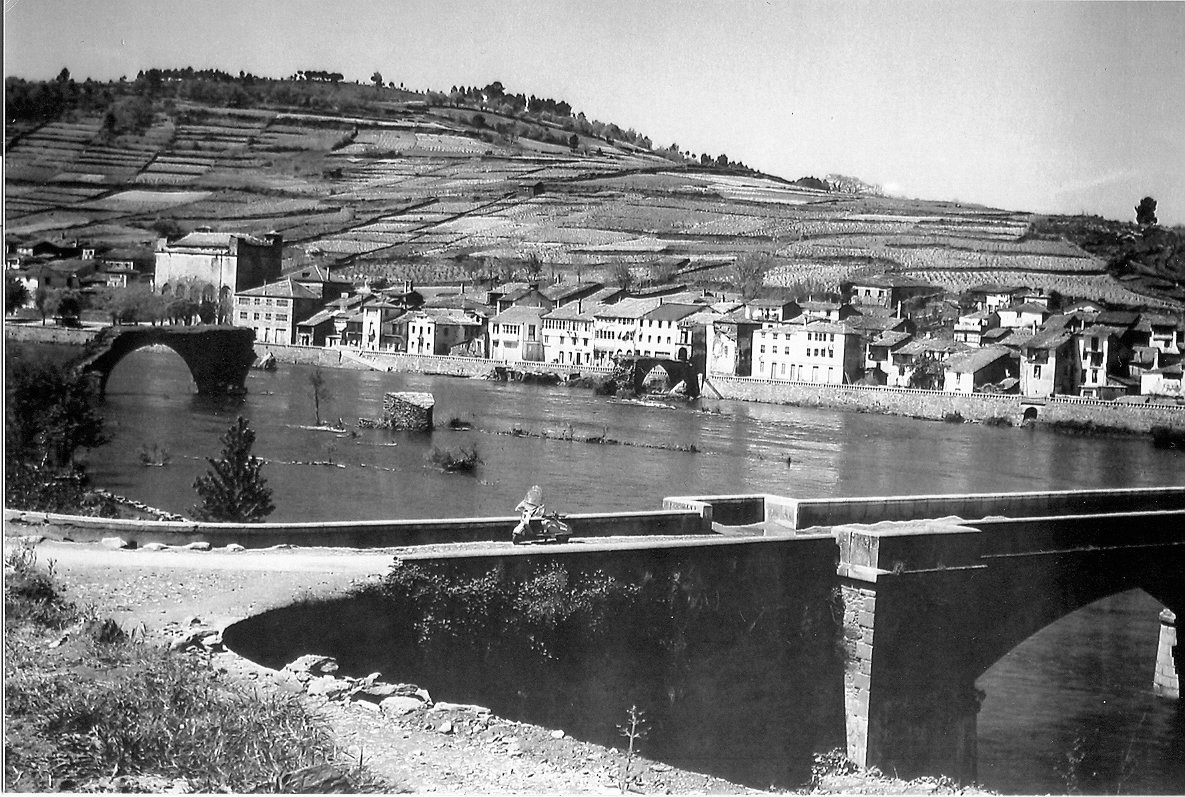
Das alte Portomarin vor dem Talsperrenbau, links im Bild die Kirche San Nicolás

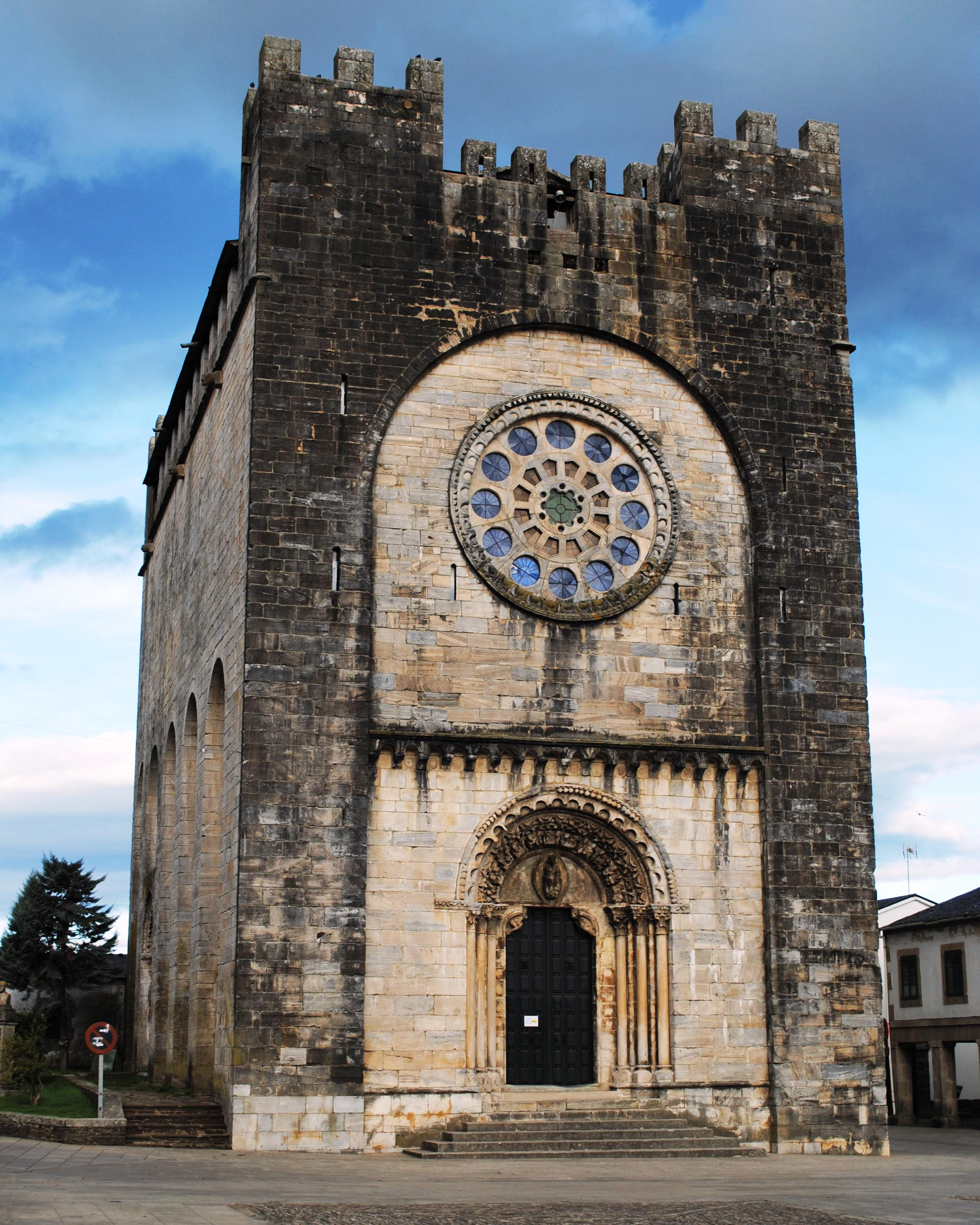
Die ins neue Dorf versetzte Kirche San Nicolás

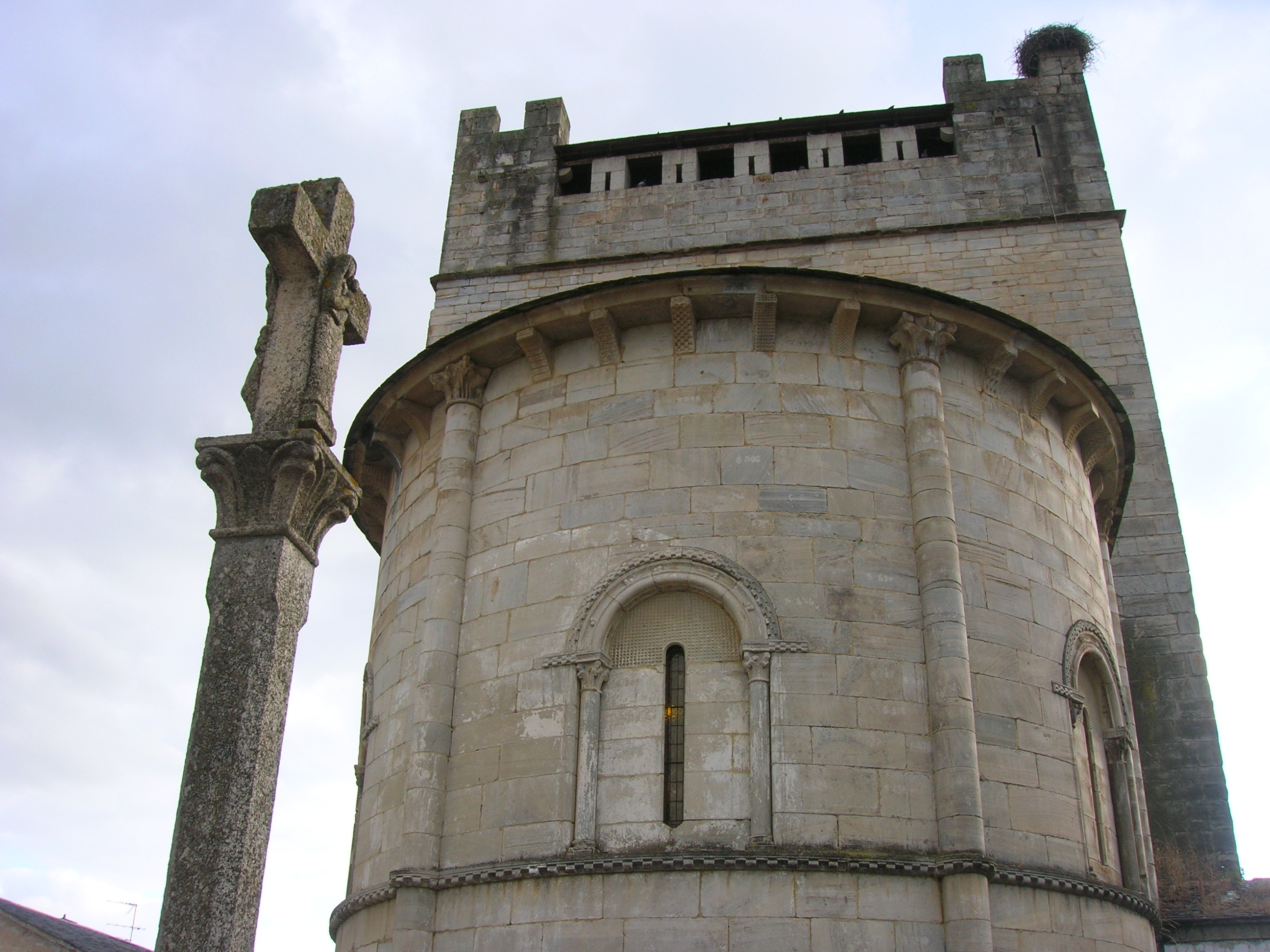
Kreuzstock und Apsis von San Nicolas de Portomarín

1126 entstand unter der Leitung von Pedro Peregrino ein Pilgerhospiz, dessen Fassade den Schriftzug „Domus Dei“ (Haus Gottes) zierte und durch die Santiagoritter betreut wurde. Das Gebäude wurde 1944 abgerissen.
Am 8. Februar 1946 wurde Portomarín zum künstlerisch-historischen Ensemble (Conxunto Histórico Artístico) erklärt.
1956 begann der Bau der vierzig Kilometer entfernten Staumauer des Belesar-Stausees, dessen Wasser den Ort überfluten würden. Portomarín wurde deshalb auf den Terrassen des Monte do Cristo auf dem rechten Ufer des Miño neu errichtet. Das alte Portomarín verschwand unter dem ansteigenden Wasser des Belesar-Stausees und wird nur bei sehr tiefen Pegelständen wieder sichtbar. Abgetragen und im neuen Ort wieder aufgebaut wurden die Kirchen San Nicolás und San Pedro (Portalfront), ein Brückenbogen der mittelalterlichen Brücken (Christinabogen) sowie der Palast des Grafen Maza, 16. Jh., und der der Pimentales auch genannt Berbeteros, 17. Jh., beide im heutigen Ortszentrum stehend.

## Bevölkerungsentwicklung der Gemeinde
Legende: Puertomarín___Portomarín

Quelle:INE-Archiv – grafische Aufarbeitung für Wikipedia

## Gemeindegliederung
Die Gemeinde Portomarín ist in 19 Parroquias gegliedert:
| Parroquias          | Patrozinium    | Einwohner 2024 | Fläche km² | Dichte Einw./km² | Höhe msnm | Ortskennzahl |
| ------------------- | -------------- | -------------- | ---------- | ---------------- | --------- | ------------ |
| Bagude              | San Bartolomeu | 42             | 10,59      | 4                | 588       | 27049010000  |
| Caborrecelle        | San Xulián     | 60             | 7,86       | 8                | 496       | 27049030000  |
| O Castro de Soengas | San Martiño    | 103            | 8,46       | 12               | 617       | 27049040000  |
| Castromaior         | Santa María    | 23             | 2,01       | 11               | 591       | 27049050000  |
| Cortapezas          | Santa María    | 47             | 3,83       | 12               | 425       | 27049060000  |
| Fiz de Rozas        | San Lourenzo   | 57             | 3,41       | 17               | 477       | 27049070000  |
| Gonzar              | Santa María    | 40             | 5,86       | 7                | 544       | 27049080000  |
| León                | San Martiño    | 40             | 3,82       | 10               | 436       | 27049090000  |
| Narón               | Santa María    | 55             | 8,98       | 6                | 610       | 27049100000  |
| Nespereira          | San Cibrao     | 33             | 6,83       | 5                | 573       | 27049110000  |
| Portomarín          | San Nicolao    | 458            | 8,05       | 57               | 395       | 27049120000  |
| Recelle             | San Pedro      | 89             | 6,11       | 15               | 482       | 27049140000  |
| Sabadelle           | San Salvador   | 13             | 5,90       | 2                | 409       | 27049160000  |
| San Mamede de Belaz | San Mamede     | 24             | 3,40       | 7                | 0         | 27049020000  |
| San Mamede do Río   | San Mamede     | 27             | 4,46       | 6                | 0         | 27049150000  |
| Soengas             | Santiago       | 52             | 7,35       | 7                | 637       | 27049170000  |
| Vedro               | San Martiño    | 80             | 3,17       | 25               | 444       | 27049180000  |
| Vilarbasín          | San Pedro      | 10             | 5,16       | 2                | 505       | 27049190000  |
| Vilaxuste           | San Pedro      | 92             | 9,86       | 9                | 498       | 27049200000  |

## Wirtschaft
| Ackerbau, Viehzucht und Fischerei                                                  | 158 | 030,33 |
| Industrie                                                                          | 044 | 08,45  |
| Bauwirtschaft                                                                      | 030 | 05,76  |
| Dienstleistungsbetriebe                                                            | 289 | 055,47 |
| Total                                                                              | 521 | 100,00 |
| * Daten aus dem Statistischen Amt für Wirtschaftliche Entwicklung in Galicien, IGE |     |        |

## Feste
Alljährlich am Ostersonntag wird hier die Fiesta de Aguardiente (Schnapsfest) mit einem Schaubrennen und der Wahl des besten Orujo-Destillateurs gefeiert.